# Премія Альберта Ейнштейна
Міжнародна наукова премія Альберта Ейнштейна — щорічна нагорода Світової культурної ради, яка вручається «як визнання і як стимул до наукових і технологічних досліджень і розвитку», з особливим відзначенням досліджень, які «принесли відчутну користь і покращення життя людства».
Лауреат премії оцінюється і обирається міждисциплінарним комітетом, до якого входять визнані в світі науковці, серед них 25 Нобелівських лауреатів.
Премія названа на честь Альберта Ейнштейна і включає диплом, пам'ятну медаль і грошову винагороду 10 000 $.

## Лауреати
| Рік  | Лауреат                        | Заклад лауреата                                                   | Сфера досліджень                  | Заклад церемонії                                        | Країна церемонії | Дата церемонії        | Прим.                              |
| ---- | ------------------------------ | ----------------------------------------------------------------- | --------------------------------- | ------------------------------------------------------- | ---------------- | --------------------- | ---------------------------------- |
| 1984 | Рікардо Брессані               | Institute of Nutrition of Central America and Panama (INCAP)      | Харчування                        | Світова Культурна Рада                                  | Мексика          | 29.11.1984            | [ 1 ]                              |
| 1985 | Вернер Штумм                   | Швейцарський федеральний інститут водних досліджень та технологій | Дослідження довкілля              | Королівський технологічний інститут                     | Швеція           | 21.11.1985            | [ 2 ]                              |
| 1986 | Монкомбу Самбасіван Свамінатан | Міжнародний інститут дослідження рису                             | Сільське господарство             | Університет Гвадалахари                                 | Мексика          | 6.11.1986             | [ 3 ]                              |
| 1987 | Г'ю Гакслі                     | Брандейський університет                                          | Молекулярна біологія              | Гейдельберзький університет                             | Німеччина        | 26.11.1987            | [ 4 ]                              |
| 1988 | Маргарет Бербідж               | Каліфорнійський університет у Сан-Дієго                           | Астрофізика                       | Instituto Politécnico Nacional                          | Мексика          | 19.11.1988            | [ 5 ] [ 6 ]                        |
| 1989 | Мартін Кемен                   | Південнокаліфорнійський університет                               | Біохімія                          | Массачусетський технологічний інститут                  | США              | 8.11.1989             | [ 7 ]                              |
| 1990 | Ґустав Носсаль                 | Інститут медичних досліджень імені Вальтера та Елізи Голл         | Імунологія                        | Федеральна вища технічна школа Цюриха                   | Швейцарія        | 1990                  | [ 8 ]                              |
| 1991 | Альбрехт Флекенштайн           | Університет Фрайбурга                                             | Фізіологія                        | Австралійський національний університет                 | Австралія        | 1991                  | [ 9 ]                              |
| 1992 | Раймон Лем'є                   | Університет Альберти                                              | Органічна хімія                   | Національна науково-дослідна рада Канади                | Канада           | 1992                  | [ 10 ]                             |
| 1993 | Алі Джаван                     | Массачусетський технологічний інститут                            | Оптична фізика                    | Presidencia de la República                             | Мексика          | 19.12.1993            | [ 11 ]                             |
| 1994 | Шервуд Роуленд                 | Каліфорнійський університет в Ервайні                             | Дослідження довкілля              | CODATA, ICSU, UNESCO                                    | Франція          | 19.09.1994            | [ 12 ] [ 13 ]                      |
| 1995 | Герберт Джаспер                | Монреальський університет                                         | Дослідження мозку                 | INBA, CONACULTA                                         | Мексика          | 16.12.1995            | [ 14 ]                             |
| 1996 | Алек Джеффріс                  | Університет Лестера                                               | Молекулярна біологія              | Оксфордський університет                                | Велика Британія  | 23.11.1996            | [ 15 ]                             |
| 1997 | Jean-Marie Ghuysen             | Льєзький університет                                              | Біохімія                          | Університет Чулалонкон                                  | Таїланд          | 12.11.1997            | [ 16 ] [ 17 ]                      |
| 1998 | Чарлз Ґолдман                  | Каліфорнійський університет у Девісі                              | Дослідження довкілля              | Веллінгтонський університет королеви Вікторії           | Нова Зеландія    | 19.11.1998            | [ 18 ] [ 19 ]                      |
| 1999 | Роберт Вайнберґ                | Массачусетський технологічний інститут                            | Медицина                          | Норвезький університет природничих та технічних наук    | Норвегія         | 11.11.1999            | [ 20 ] [ 21 ]                      |
| 2000 | Френк Феннер                   | Австралійський національний університет                           | Біологія                          | Вітватерсрандський університет                          | ПАР              | 1.11.2000             | [ 22 ]                             |
| 2001 | Нільс Бірбаумер                | Віденський університет                                            | Нейробіологія                     | Утрехтський університет                                 | Нідерланди       | 21.11.2001            | [ 23 ]                             |
| 2002 | Деніел Дженсен                 | Пенсильванський університет                                       | Біологія                          | Триніті Коледж (Дублін)                                 | Ірландія         | 14.11.2002            | [ 24 ] [ 25 ]                      |
| 2003 | Мартін Ріс                     | Кембриджський університет                                         | Астрофізика                       | Університет Гельсінкі, Фінське товариство наук і листів | Фінляндія        | 17.11.2003            | [ 26 ] [ 27 ]                      |
| 2004 | Ральф Цицерон                  | Каліфорнійський університет в Ервайні                             | Хімія атмосфери                   | Льєзький університет                                    | Бельгія          | 8.11.2004             | [ 28 ] [ 29 ] [ 30 ]               |
| 2005 | Джон Хопфілд                   | Принстонський університет                                         | Дослідження життя                 | Universidad Autónoma Agraria Antonio Narro              | Мексика          | 12.11.2005            | [ 31 ] [ 32 ] [ 33 ]               |
| 2006 | Ахмед Хассан Зевейл            | Каліфорнійський технологічний інститут                            | Фемтохімія                        | Instituto Politécnico Nacional                          | Мексика          | 28.10.2006            | [ 34 ] [ 35 ] [ 36 ] [ 37 ]        |
| 2007 | Фрейзер Стоддарт               | Каліфорнійський університет у Лос-Анжелесі                        | Хімія, молекулярні нанотехнології | Universidad Autónoma de Nuevo León                      | Мексика          | 24.11.2007            | [ 38 ] [ 39 ] [ 40 ]               |
| 2008 | Ада Йонат                      | Науково-дослідний інститут імені Вейцмана                         | Кристалографія                    | Принстонський університет                               | США              | 11.11.2008            | [ 41 ] [ 42 ]                      |
| 2009 | Джон Гафтон                    | John Ray Initiative                                               | Дослідження довкілля              | Університет Льєжа                                       | Бельгія          | 25.11.2009            | [ 43 ] [ 44 ] [ 45 ] [ 46 ]        |
| 2010 | Хуліо Монтанер                 | British Columbia Center for Excellence in HIV/AIDS                | Біомедицина                       | Universidad Autónoma del Estado de México               | Мексика          | 8.12.2010             | [ 47 ] [ 48 ] [ 49 ] [ 50 ]        |
| 2011 | Джоффрі Алан Озін              | Університет Торонто                                               | Нанохімія                         | Університет Тарту                                       | Естонія          | 10.11.2011            | [ 51 ] [ 52 ] [ 53 ]               |
| 2012 | Міхаель Ґретцель               | Федеральна політехнічна школа Лозанни                             | Сонячна енергія                   | Оргуський університет                                   | Данія            | 18.04.2012            | [ 54 ] [ 55 ] [ 56 ] [ 57 ] [ 58 ] |
| 2013 | Пол Нерс                       | Рокфеллерівський університет                                      | Генетика                          | Наньянський технологічний університет                   | Сінгапур         | 2.10.2013             | [ 59 ] [ 60 ] [ 61 ] [ 62 ]        |
| 2014 | Філіп Коен                     | Університет Данді                                                 | Ензимологія                       | Університет Аалто                                       | Фінляндія        | 17.11.2014            | [ 63 ] [ 64 ]                      |
| 2015 | Евіна ван Дісхук               | Лейденський університет                                           | Астрофізика                       | Університет Данді                                       | Велика Британія  | 19.11.2015            | [ 65 ] [ 66 ] [ 67 ]               |
| 2016 | Едвард Віттен                  | Принстонський університет                                         | Фізика, Математика                | Ризький технічний університет                           | Латвія           | 14.10.2016            | [ 68 ] [ 69 ]                      |
| 2017 | Омар Ягхі                      | Університет Каліфорнії (Берклі)                                   | Хімія                             | Лейденський університет                                 | Нідерланди       | 8.11.2017             | [ 70 ] [ 71 ]                      |
| 2018 | Жан-П'єр Шанже                 | Інститут Пастера                                                  | Нейронаука                        | Міський університет Гонконгу                            | Гонконг          | 8.11.2018 (плановано) | [ 72 ] [ 73 ] [ 74 ] [ 75 ]        |